# Столична округа

Столична округа (Кінай)

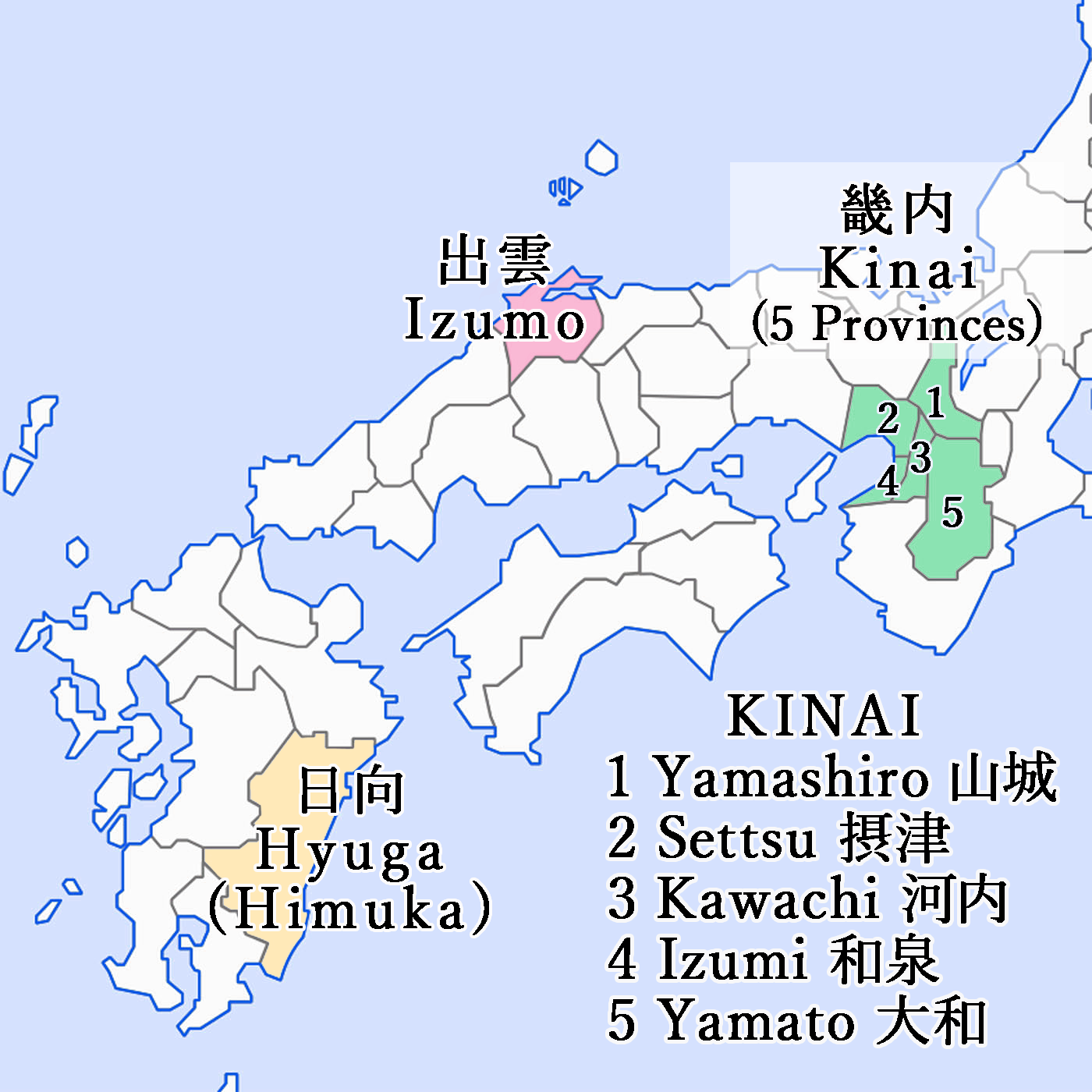

Столи́чна окру́га (яп. 畿内, きない, МФА: [kʲinai̯], кінай) — адміністративна одиниця найвищого рівня в Японії VIII — XIX століття. Округа із 5 провінцій з центром у давній столиці Кіото. З XX століття — назва однойменного регіону. Інші назви — Кіна́й, регіо́н Кіна́й, Столичний регіон (яп. 上方,　かみがた), Каміґата.

## Провінції
1. Провінція Ідзумі
2. Провінція Каваті
3. Провінція Сеццу
4. Провінція Ямасіро
5. Провінція Ямато